# Agasicles hygrophila
Agasicles hygrophila es una especie de escarabajo de la familia Chrysomelidae conocido por el nombre común de alligator weed flea beetle (escarabajo pulga de la hierba del caimán). Se ha usado exitosamente como agente de control biológico de plagas contra plantas acuáticas, malezas nocivas conocidas como lagunilla, gambarusa o raíz colorada (Alternanthera philoxeroides).
Este escarabajo es nativo de Sudamérica pero ha sido exportado a áreas donde las malezas gambarusa representan un problema. El escarabajo adulto mide 5 milímetros de longitud y tiene negro con rayas amarillas en sus élitros. La hembra pone aproximadamente 1,000 huevos durante su vida de seis semanas. Pone los huevos en filas sobre las hojas, y las pequeñas larvas amarillas emergen y comen las hojas. Los adultos también se alimentan de las hojas. La defoliación de esteras de malezas mata las plantas y limpia el canal infectado.